# Предивна створења
Предивна створења (енгл. Beautiful Creatures) амерички је љубавни и фантастични филм из 2013. године у режији и по сценарију Ричарда Лагравенеса. Главне улоге тумаче Олден Еренрајх, Алис Енглерт, Џереми Ајронс, Вајола Дејвис, Еми Росум, Томас Мен и Ема Томпсон.
Премијерно је приказан 19. јануара 2013. године у Москви. Приказивање у биоскопима започело је 14. фебруара у Сједињеним Америчким Државама, односно 21. фебруара у Србији. Добио је помешане рецензије критичара и зарадио преко 60 милиона долара широм света.

## Радња
У маленом граду Гатлину, цео досадни свет тинејџера Итана Вејта бива уздрман доласком Лине Дуканес у град. Она је нећака најутицајнијег човека у месту, Мејкона Рејвенвуда.
Истог тренутка, Лина почиње да се допада Итану, упркос општој деструкцији која је окружује и њеним супермоћима, које не може да обузда. Због клетве која се приближава заједно са њеним 16. рођенданом, она ће морати да одабере да ли ће се приклонити силама светла или мрака.

## Улоге
| Глумац            | Улога                  |
| ----------------- | ---------------------- |
| Олден Еренрајх    | Итан Вејт              |
| Алис Енглерт      | Лина Дуканес           |
| Џереми Ајронс     | Мајкон Рејвенвуд       |
| Вајола Дејвис     | Амери Тридо            |
| Еми Росум         | Ридли Дуканес          |
| Томас Мен         | Весли Џеферсон Линколн |
| Ема Томпсон       | Мејвис Линколн         |
| Марго Мартиндејл  | Делфина Дуканес        |
| Ајлин Аткинс      | Емалин Дуканес         |
| Зои Дојч          | Емили Ашер             |
| Тифани Бун        | Савана Сноу            |
| Кајл Галнер       | Ларкин Кент            |
| Рејчел Брознахан  | Џеневив Кетрин Дуканес |
| Пруит Тејлор Винс | господин Ли            |
| Робин Скај        | госпођа Хестер         |
| Ренди Ред         | велечасни Стивенс      |
| Ланс Е. Николс    | градоначелник Сноу     |
| Лесли Кастај      | директорка Херберт     |
| Сем Гилрој        | Итан Картер Вејт       |
| Гвендолин Муламба | госпођа Сноу           |
| Синди Хоган       | госпођа Ашер           |